# Felix Weber (Leichtathlet)
Felix Weber (* 24. März 1987 in Braunschweig) ist ein deutscher Trail- und Ultraläufer. Er ist Deutscher Meister im 100-km-Straßenlauf und mehrfacher Deutscher Meister im 24-Stunden-Lauf. Weber startet für das Sporttrend Ultralaufteam Braunschweig.

## Sportlicher Werdegang
Während eines Auslandssemesters in Tasmanien entdeckte er die Vorteile des Trail- und Ultralaufs.
2019 und 2023 gewann er die Deutschen Meisterschaften im 24-Stunden-Lauf sowohl in der Einzel- als auch in der Teamwertung. Bei den Deutschen Meisterschaften im Mai 2023 in Braunschweig stellte er zudem mit 278,312 km einen neuen deutschen Rekord im 24-Stunden-Lauf auf und überbot damit die 276,209 km von Wolfgang Schwerk, der seit 1987 den Rekord hielt. Zugunsten des Rekordversuchs hatte Weber sich gegen die Teilnahme bei den Berg- und Traillauf-Weltmeisterschaften im Juni 2023 entschieden, bei der er Teil des Ultratrail Teams gewesen wäre.
Im Oktober im gleichen Jahr seines 24 Stunden Rekords verbesserte Felix Weber beim Taubertal 100 den 39 Jahre alten deutschen 100 Meilen Rekord von Harry Arndt um 17 Minuten auf 12:35:01.
Zuvor wurde er im April 2023 in Ubstadt-Weiher Deutscher Meister im 100-km-Straßenlauf.

## Rekorde
- Deutscher Rekord über 100 Meilen mit 12:35:01 beim Taubertal 100 (2023).
- Deutscher Rekord im 24-Stundenlauf mit 278,312 km im Jahr 2023.

## Erfolge
2023
- Taubertal 100 (161 km): 1. Platz
- Deutscher Meister 2023 (Einzel und Team) im 24-Stunden-Lauf (278,312 km)
- Deutscher Meister 2023 im 100-km-Straßenlauf (6:52:48)
- Transgrancanaria Advanced (84 km): 12. Platz

2022
- G1 Grüngürtel Ultra Köln (63 km): 1. Platz

2021
- Stranda Fjord Trail Race (100 km): 2. Platz
- High Coast Ultra (130 km): 3. Platz

2020
- 24-h-Challenge der DUV: 6-Stunden-Lauf, 1. Platz (87,299 km)
- Transgrancanaria Advanced (84 km): 4. Platz

2019
- Deutscher Meister 2019 (Einzel und Team) im 24-Stunden-Lauf (247,218 km)
- Deutsche Meisterschaften im 100-km-Straßenlauf: 3. Platz (9:08:07)
- 6h Coburg Harriers Carnival: 1. Platz (86,507 km)

2018
- Run Larapinta - Malbunka stage race (136 km / 4 Etappen): 1. Platz
- Adeleide 24 hour race: 1. Platz (260,016 km)

2017
- EcoTrail Funchal – Madeira Island (80 km): 1. Platz